# Olajbarna csigagomba
Az olajbarna csigagomba (Hygrophorus olivaceoalbus) a csigagombafélék családjába tartozó, Eurázsiában és Észak-Amerikában honos, fenyvesekben élő, ehető gombafaj. 

## Megjelenése
Az olajbarna csigagomba kalapja 3-12 cm széles, alakja fiatalon félgömbszerű, később domborúan, széles domborúan, végül többé-kevésbé laposan kiterül, de közepén többnyire megmarad jellegzetes sötét púpja. Színe sötét szürkésbarna, olajbarna, olívzöldes árnyalattal, a közepén lévő púp általában sötétbarna. Felülete vastagon nyálkás. Széle fiatalon némileg begöngyölt. 
Húsa vékony, puha; színe fehéres, sérülésre nem változik. Szaga és íze nem jellegzetes. 
Viszonylag ritkásan álló lemezei tönkhöz nőttek vagy kissé lefutók; a féllemezek gyakoriak. Színük fehéres.
Tönkje 3-10 cm magas és max. 1 cm vastag. Alakja hengeres vagy a csúcsa felé kissé vékonyodó. Színe szürkésbarna, a tetején világosabb, lefelé egyszínű vagy kígyóbőrszerűen díszített. Felülete nyálkás. 
Spórapora fehér. Spórája elliptikus, mérete 12-16 x 7-8,5 µm.

### Hasonló fajok
A barnanyálkás csigagomba, az olajszínű csigagomba, esetleg a szürke csigagomba hasonlít hozzá. 

## Elterjedése és termőhelye
Eurázsiában és Észak-Amerikában honos. 
Savanyú talajú, hegyvidéki tűlevelű erdőkben él, a fenyőkkel alakít ki gyökérkapcsoltságot. Augusztustól novemberig terem.  

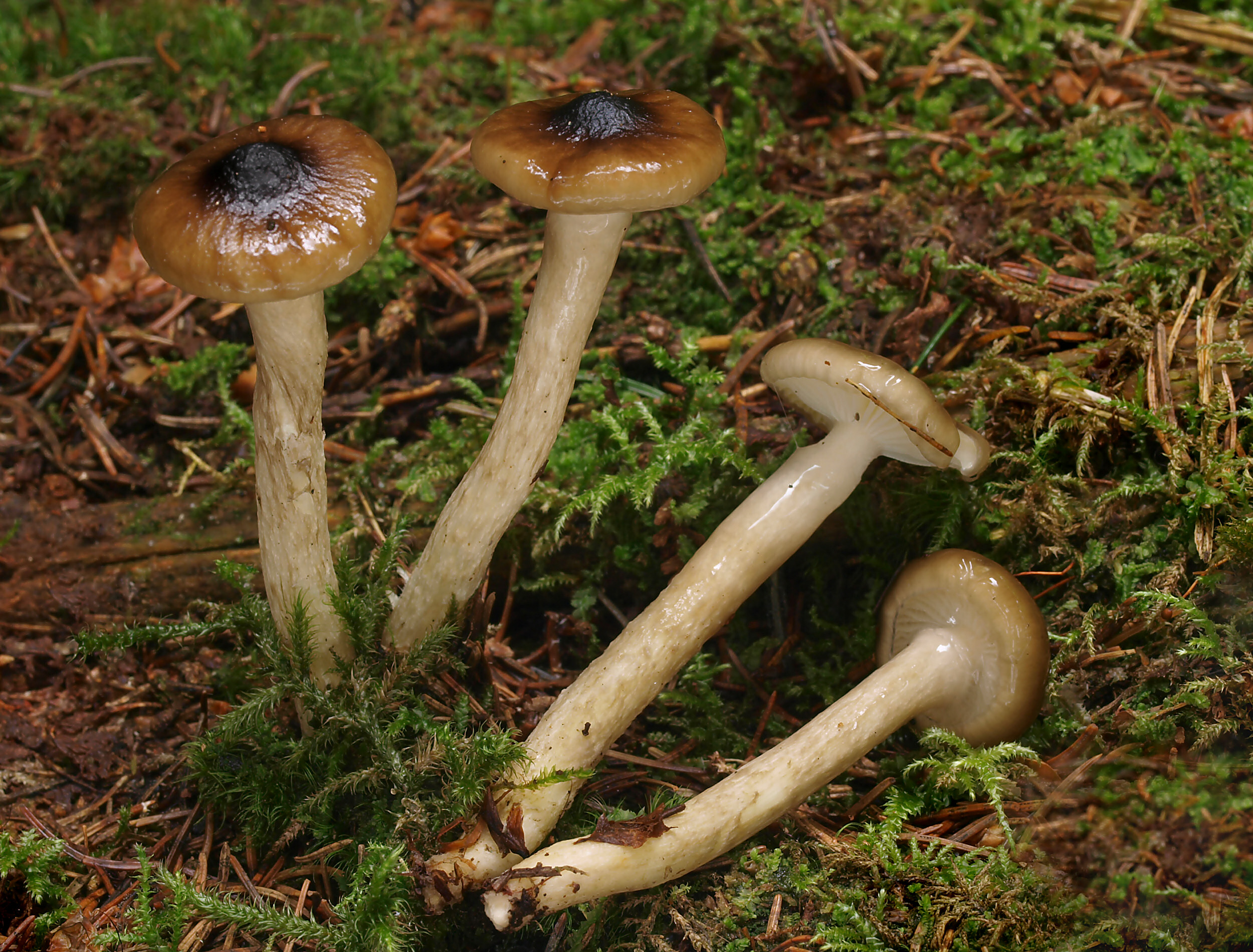
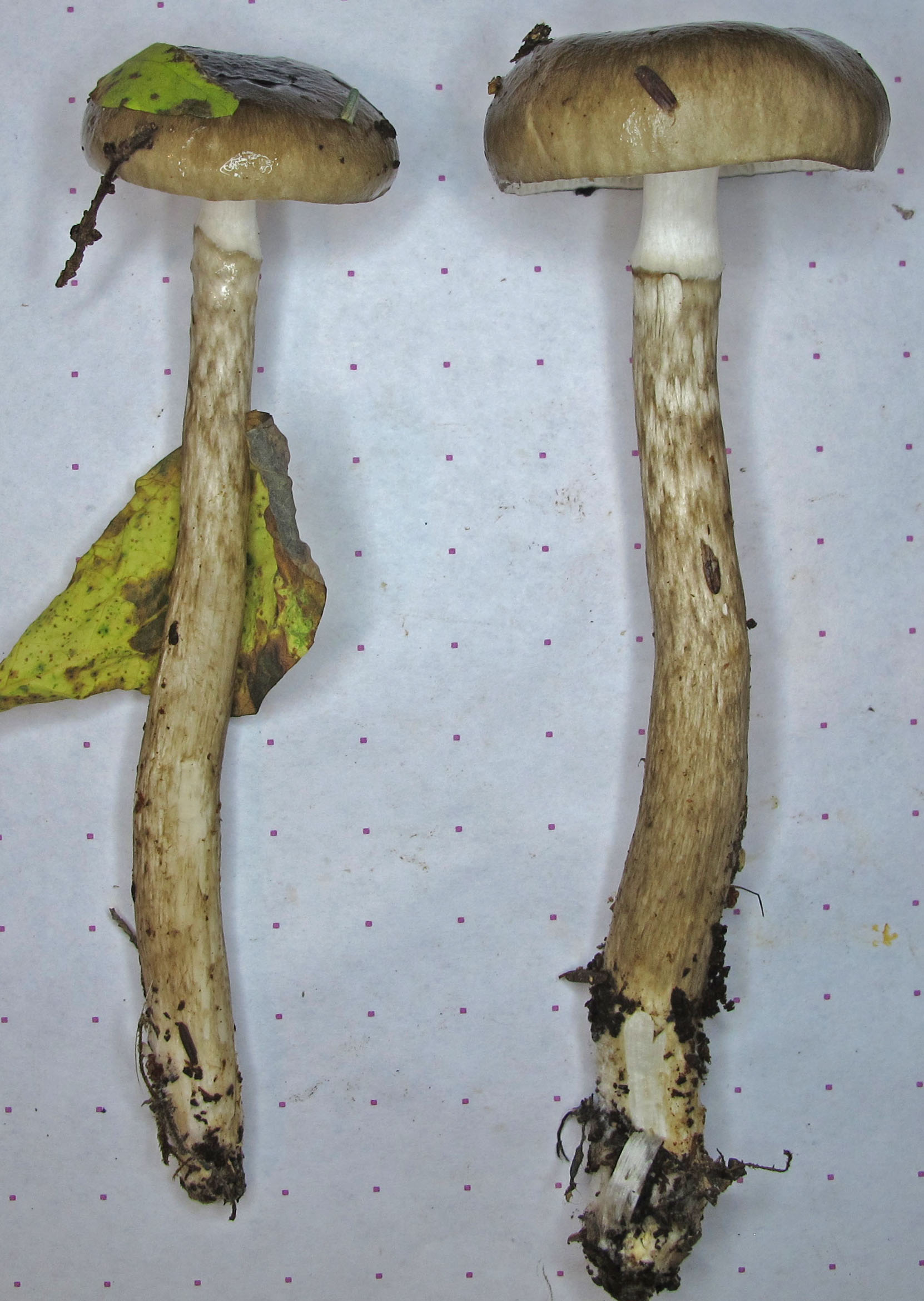
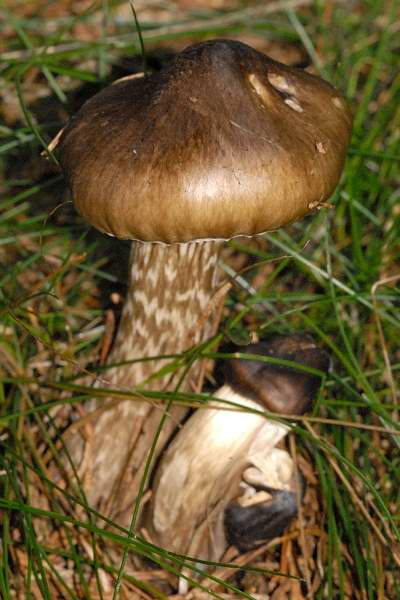
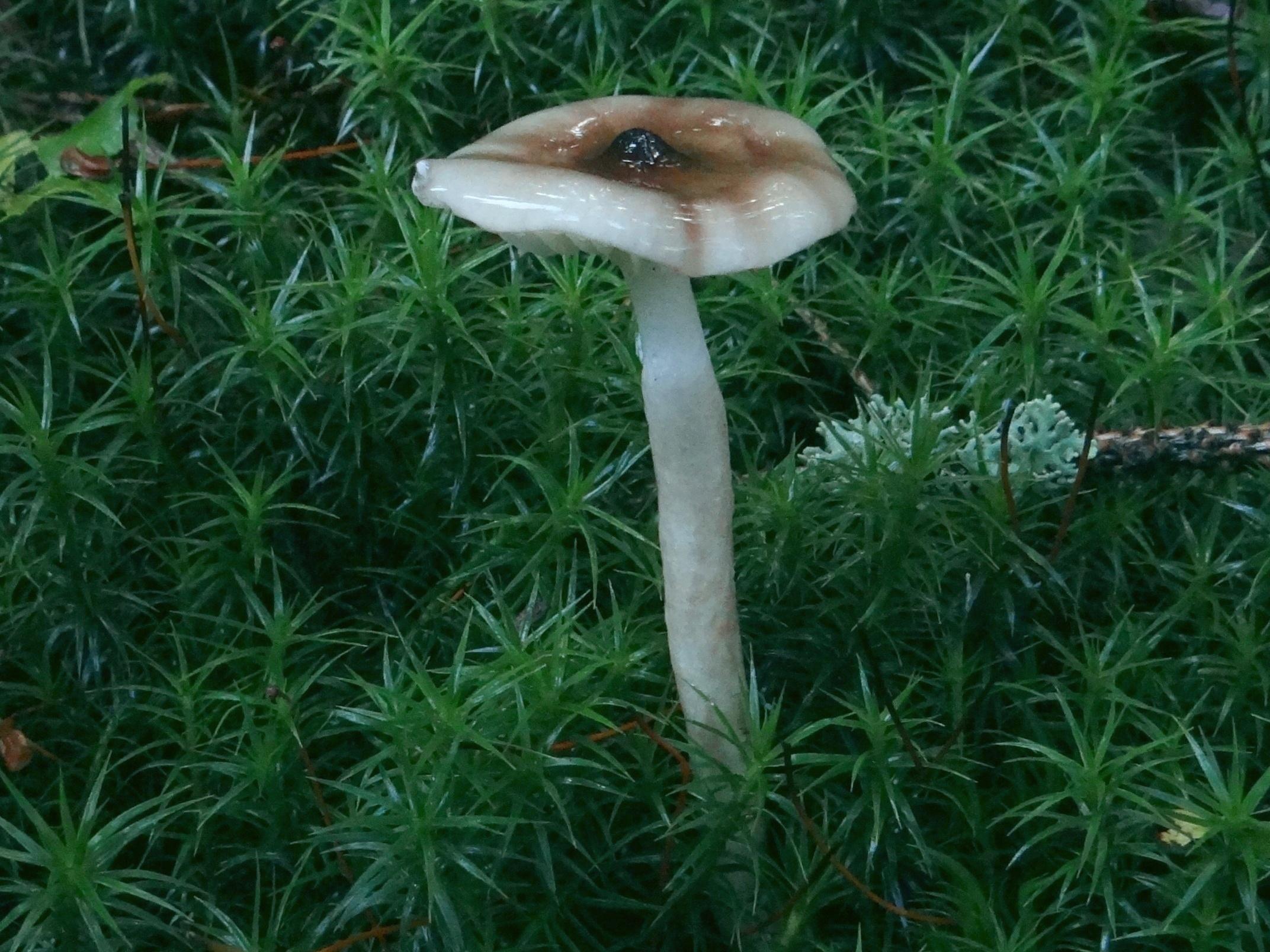
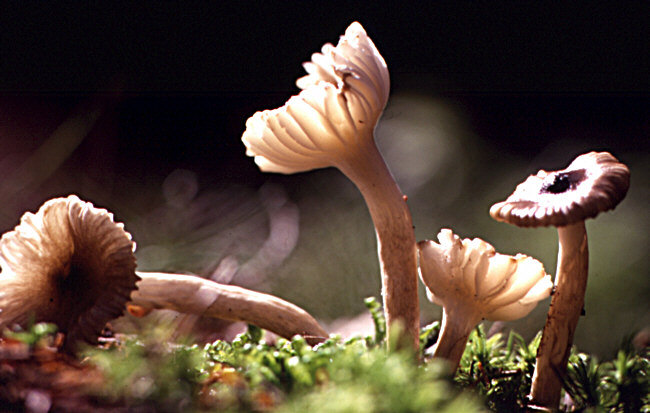

Ehető, de nem túl ízletes gomba. 